# 綾川ふみ
綾川 ふみ（あやかわ ふみ、5月8日生）は、日本のAV女優。アロハプロモーション所属。

## 略歴
2019年頃より「黒崎ちな（くろさき ちな）」の芸名で企画女優として活動。
2022年2月、マドンナの専属女優「綾川ふみ」としてデビュー。なお、専属出演は1作品のみで以降は企画単体女優として活動している。

## 人物
「綾川ふみ」としてデビュー後のインタビューで、結婚3年目で1歳の子供がいる29歳としている。また、デビューの動機については、母乳作品のAVに興味があり自分も出たいと思ったからと話している。
初めてのオナニーは高校生の時で、初体験は18歳の時に当時付き合っていた彼と。

## 作品

### アダルトDVD
「黒崎ちな」名義
- 顔出し!美人妻限定 ザ・マジックミラー 清楚な奥様に白濁汁が溢れ出るまでイってもやめないデカチン追撃ピストン! 4 短小チ○ポの旦那とのマンネリ生活で刺激が欲しい欲求不満マ○コが連続本気イキ! in池袋 合計78回!  2枚組8本番!（5月7日、ディープス）※「みずき」名義
- 制服女子○校生限定！学校対抗中出し野球拳! 勝てば100万円!負ければいきなりデカチン即ハメ! 素人女子○校生のうぶオマ○コに同級生男子の目の前で何度イってもやめない追撃ピストンで抜かずの連続中出し! 4人合計16発（10月7日、ディープス）※「りえ」名義
- 「ダメっ!そんなに乳首を触らないでください…わたし…感じちゃいます…」 身体測定中に乳首を何度も何度も触られてしまい、クラスの女子たちが見ている前で恥ずかしいイキしてしまう敏感乳首女子○生（12月7日、Hunter）

- 女が女を本気で愛する最高の美的同性愛（4月13日、セレブの友）

- マジックミラー号 豪華撮り下ろし総勢12名! 水着美女3タイトル2枚組480分! あの手この手で全員本番に成功した子のみ収録SP! 2020年夏の記録（1月21日、SODクリエイト）※「みれい」名義

「綾川ふみ」名義
- 外資系に勤めるキャリアウーマン 産休明け、初の仕事は“AV出演” 感度が上がりすぎた母乳ママ 綾川ふみ29歳 AVデビュー（2月8日、マドンナ）
- 母乳牧場(おっぱいぼくじょう)（3月8日、稀）
- 美女たちの足裏をふやけるまで舐めたい! 5本指ソックス編（3月10日、レイディックス）
- 産後体型改善のため通い始めたエステで入念に乳首を刺激され止まっていた母乳が噴き出すほど感じる敏感人妻（3月10日、電脳ラスプーチン）
- 顔出し解禁!! マジックミラー便 一流企業で働くパンツスーツのピタパン尻OL編 vol.04 タイトなパンツスーツに包まれたパッツパツのむっちり尻を揉みしだかれ恥じらいながらも濡れてしまったエリートおま○こにデカチン挿入!!（3月15日、ディープス）
- 120%リアルガチ軟派伝説 vol.106（3月18日、プレステージ）
- もうチ○ポなんかいらない!失禁、白目で絶頂の連続! 初めてのウーマナイザー（4月7日、レイディックス）
- 満タン!母乳（4月7日、レイディックス）
- 母乳さん、母乳さん 昼間はデパ地下のお惣菜屋さんでパートをしている 8ヶ月になる赤ちゃんがいる 奥さん、奥さん。あんたのカラダは犯罪だよ!（4月7日、プラム）
- 素人妻が一般大学生の自宅にコンドーム1つ渡され一泊 一度のゴム姦では満足できず宿泊中2度もガチ中出しを許してしまう 騎乗位でミルクをまき散らす母乳妻 ふみなさん33歳（4月21日、コスモス映像）※「ふみな」名義
- ナンパコNo.26 旦那とのSEXに満足していないGカップ美スタイルな子持ち人妻は自分で腰を動かしクリ触りながら2回中出しされた!（4月27日、FIRST STAR）
- 奥様母乳搾り面接 〜綾川ふみ(29歳)（5月3日、アロマ企画）
- 母乳睡姦 ―客室に侵入され母乳を搾られながら中出しされた女たち―（5月12日、ナチュラルハイ）
- 正義感ある女性急募! 依頼内容「女性客に猥褻な施術をする某マッサージ店に関する調査」 客になりすまして潜入したらイカされすぎてウソ報告をする巨乳娘たち VOL.2（5月12日、DANDY）
- 高級人妻オイルエステ 母乳噴き放しM覚醒レズ Vol.3（5月15日、ピーターズ）
- 酔った夫に頼まれて仕方なく舐めだした美人妻のフェラ尻に我慢できず後ろから即ハメ 7（5月26日、ナチュラルハイ）
- ラグジュTV×PRESTIGE PREMIUM 61（6月17日、ラグジュTV）※「芙美香」名義
- 東京中出し部! vol.05（7月27日、MERCURY）
- 1ヌキに1リットル! オイル超絶無駄使いの手こきサロン（8月9日、アロマ企画）
- 舞ワイフ 〜セレブ倶楽部〜 161（8月25日、AROUND）※「綾川清華」名義
- ひとづまハメ撮り サーキュレーション 09（9月30日、KANBi）
- 母乳ちゃん 〜乳汁プシャーっとスプラッシュイキ（11月1日、桃太郎映像出版）

### アダルトVR
「黒崎ちな」名義
- 素人キスVR 『カメラに向かってあなたのキス顔見せてもらってもいいですか?』 勝手にキス体験 in新宿（2019年8月22日、SODクリエイト）

### ネット配信
「黒崎ちな」名義
- ちな ガチ素人個人撮影（5月25日、黒影）

「綾川ふみ」名義
- 【初撮り】【極上美巨乳人妻】【ドエロい騎乗位】奥ゆかしい佇まいで、芸術品レベルのFカップを持った美人妻が登場。左手薬指に指輪を光らせ旦那への罪悪感を抱きながらも、美裸体は快楽の底へと沈んでいき.. ネットでAV応募→AV体験撮影 1772（3月8日、シロウトTV）
- 【推定母乳量1.4L噴射!!!】産後、感度が上がりすぎた爆乳妻が育児の合間にAV応募!国宝級のデカ乳をブルンブルン揺らして悶絶絶頂!!! at 埼玉県草加市 草加駅前（3月10日、KANBi）
- ラグジュTV 1536 旦那との性活で満足出来ない欲求を満たしに、麗しき人妻がAV出演!子供が居るとは思えない見事なプロポーションは感度も高く、熱を帯びた男根を美味しそうに頬張り、激しいピストンで絶頂するたび止め処なく潮と母乳を撒き散らす!（3月18日、ラグジュTV）※「芙美香」名義
- No.1223　綾川 清華（4月14日、舞ワイフ）
- No.1242　綾川 清華（6月21日、舞ワイフ）

## 掲載

### 雑誌
- 実話ナックルズGOLDドキュメント vol.5（大洋図書） - 袋とじ「W新人若妻 艶出しAVデビュー 一乃あおい/綾川ふみ」